# Dynazty
Dynazty är en musikgrupp (rock) från Stockholm och som medverkade i ett pausnummer av den svenska Melodifestivalen 2011. Gruppen framförde då "This Is My Life". Bandet tävlade i Melodifestivalen 2012, i den fjärde deltävlingen i Malmö den 25 februari 2012. Låten gick vidare till Andra Chansen och slogs ut där ut av gruppen Top Cats.
Gruppen har skivkontrakt med Peter Stormares skivbolag StormVox Records, med licens till SoFo Records.

## Medlemmar
Nuvarande medlemmar
- Love Magnusson – gitarr (2008– )
- Georg Härnsten Egg – trummor (2008– )
- Nils Molin – sång (2008– )
- Mikael Lavér – gitarr (2012– )
- Jonathan Olsson – basgitarr (2013– )

Tidigare medlemmar
- Joel Fox Apelgren – basgitarr (2008–2013)
- John Berg – gitarr, bakgrundssång – (2008–2009)[7]

Turnerande medlemmar
- Manuel "Mano" Lewys – gitarr (2009–2011)
- Mike Lavér – gitarr (2011–2012)
- John Löfgren – trummor (2016– )

## Diskografi

### Studioalbum
- Bring the Thunder – 2009 [8]
- Knock You Down – 2011 [8]
- Sultans of Sin – 2012 [8]
- Renatus – 2014
- Titanic Mass – 2016 [8]
- Firesign – 2018 [8][9]
- The Dark Delight - 2020
- Final Advent - 2022
- Game of Faces – 2025

### Singlar
- "This Is My Life" – 2011[10]
- "Land of Broken Dreams" – 2012
- "Raise Your Hands" – 2012
- "Starlight" – 2014
- "The Human Paradox" – 2016
- "Roar of the Underdog" – 2016
- "Breathe With Me" –  2018
- ”The Grey” – 2018
- "Firesign" - 2018
- "Waterfall" - 2020
- "Heartless Madness" - 2020
- "Presence of Mind" - 2020
- "Advent" - 2021
- "Power Of Will" - 2021
- "Game of Faces" – 2024
- "Devilry of Ecstasy" – 2024